# We Offer Praises
We Offer Praises es el séptimo álbum de música cristiana de Christian worship music grabado por Ron Kenoly. Fue grabado en vivo desde Fiuggi, Italia.
| Título           | CD      | Tape  |
| ---------------- | ------- | ----- |
| We Offer Praises | 16162CD | 16162 |

## Canciones
1. "Jubilee"
2. "We Offer Praises"
3. "It Is Good"
4. "Who's There? God's There"
5. "Mighty God"
6. "Joshua Generation"
7. "He's Been Good"
8. "Plane Crash Testimony" (con texto; testimonio de como Kenoly sobrevivió a un accidente de avión cuando era un joven, recordando su temprana conversión)
9. "Jesus"
10. "I See the Lord"
11. "Broken Leg Testimony" (con texto; testimonio de Kenoly acerca de la recuperación de su pierna)
12. "I Still Have Joy"
13. "Bull Crap Testimony: Speaking tongues"

## Créditos
- Tom Brooks - Productor/Arreglista
- Chris Thomason – Productor ejecutivo
- Don Moen – Productor ejecutivo
- Ron Kenoly – Líder de alabanza
- Paul Mills - Mixing
- Carl Albrecht - Percussion
- Vinnie Colaiuta - Drums
- Paul Jackson, Jr. - Guitarra
- Abraham Laboriel - Bajo
- Justo Almario - Flauta, Saxo